# Malé brdo
Malé brdo je přírodní rezervace v oblasti Prešov.
Nachází se v katastrálním území obce Herľany v okrese Košice-okolí v Košickém kraji. Území bylo vyhlášeno v roce 1950 a novelizováno v roce 1986 na rozloze 55,83 ha. Ochranné pásmo nebylo stanoveno.